# Алымовы
Алымовы — дворянский род.
При подаче документов (1686), для внесения рода в Бархатную книгу, была предоставлена родословная роспись Алымовых.
В Родословных книгах указаны две фамилии Алымовых:
1. Предок этого рода пожалован поместьем от царя Михаила Федоровича. немедленно при восшествии царя на престол (1613) (Герб. Часть III. № 54).
2. Родоначальник другой фамилии, Никита Петрович Алымов, из солдатских детей г. Тулы (г/р 1788), поступил в солдаты (1806) году и под стенами Смоленска. произведен в офицеры (август 1812), штабс-капитан в Муромском пехотном полку (в Гербовник не внесен)[2][3]. Городничий города Осташкова Тверской губернии с 1824 по 1835 года.

Род ведущий своё происхождение от Григория Алымова, жившего в начале XVI века, записан в VI часть родословных книг Орловской и Смоленской губерний. Дворяне (с 1613). Алымов Иван, в первой половине XVI века владел землями у Рязани и Алексина. Род испомещён в 1655 году. Алымовы в XIX—XX веках — учёные, военные, государственные деятели.

## Описание герба
В щите, имеющем голубое поле, между золотыми звездой и полумесяцем, обращённым рогами к левому углу, изображена серебряная стрела, летящая диагонально к правому верхнему углу. Щит увенчан обыкновенным дворянским шлемом с дворянской короной на нём. Намёт на щите голубой, подложенный серебром. Щитодержатели: с правой стороны единорог, а с левой — лев. Герб рода Алымовых внесен в Часть 3 Общего гербовника дворянских родов Всероссийской империи, стр. 54.

## Известные представители
- Алымов Измаил Тимофеевич — стряпчий (1679), стольник (1680—1692).
- Алымов Евстрат Тимофеевич — стряпчий (1682), стольник (1683—1692).
- Алымов Киприан Иванович — стряпчий (1683).
- Алымов Иван Иванович — стольник (1690—1692).
- Алымов Григорий Иванович — стряпчий (1692).
- Алымов Ксенофонт Тимофеевич — стряпчий, потом стольник (1692).
- Алымов Осип Иванович — московский дворянин (1692).
- Алымова, Глафира Ивановна (1758—1826) — фрейлина императрицы Екатерины II.
- Алымов, Илья Павлович (1831—1884) — офицер Российского императорского флота, участник Крымской войны на Балтийском море, учёный и инженер.
- Алымов Дмитрий Иванович — тайный советник при императоре Павле.
- Алымова Глафира Ивановна — воспитывалась в Смольном монастыре, вышла замуж за Ипполита Петровича Маскле, переводчика басен Крылова. Вследствие этого брака император Александр I пожаловал Маскле в дворянское достоинство и звание камергера[2][4].